# Castaneda
Castaneda (toponimo italiano) è un comune svizzero di 278 abitanti del Canton Grigioni, nella regione Moesa.

## Geografia fisica
Castaneda è situato in Val Calanca, sulla sponda sinistra del torrente Calancasca; dista 19 km da Bellinzona e 111 km da Coira. Il punto più elevato del comune è la cima del Mottan (1 794 m s.l.m.), che segna il confine con Buseno e Santa Maria in Calanca.

## Storia
Le prime tracce della presenza umana risalgono al VI secolo a.C.: nel 1878 gli oggetti preistorici ritrovati nel sottosuolo indicarono la presenza di una necropoli sotto la parte più antica del villaggio; nel 1935, nella zona della chiesa del paese, sono stati svolti scavi archeologici che hanno riportato alla luce prove dell'esistenza di un insediamento abitato e della relativa necropoli risalente all'età del ferro. Tra i reperti riportati alla luce, una brocca etrusca e oggetti tipici della cultura di Golasecca.
La prima attestazione del paese risale al 1295; il comune è stato istituito nel 1851. Il villaggio era particolarmente isolato, accessibile solo a piedi attraverso strade sterrate. Gli abitanti vivevano di agricoltura di montagna, praticamente in autarchia. Una strada sterrata per collegare Castaneda a Grono e al resto della valle della Moesa fu costruita nel 1830-1831; questa strada, soggetta a frane e difficile da percorrere con veicoli moderni, fu sostituita nel 1966 da una nuova strada asfaltata che segue un altro percorso attraverso la Val Calanca. A poco a poco, le vecchie case con mura e tetti in pietra (gneiss della Val Calanca) sono state accuratamente restaurate e trasformate in seconde case da persone provenienti principalmente dalla Svizzera tedesca, desiderosi di godersi il clima particolarmente mite e soleggiato del sud delle Alpi.

## Monumenti e luoghi d'interesse
- Chiesa parrocchiale cattolica di Santo Stefano (già di San Salvatore), attestata dal 1544 e ricostruita nel 1633[3];
- Casa del cavaliere Giovanni Antonio Gioiero, uno dei protagonisti dei Torbidi grigionesi[3];
- Pietra della costanza[4];
- Vecchi mulini[4].

## Società

### Evoluzione demografica
L'evoluzione demografica è riportata nella seguente tabella:
Abitanti censiti

### Istituzioni, enti e associazioni
Nel 1986 il gruppo di grande distribuzione Migros ha fondato a Castaneda una clinica di medicina complementare, la casa di cura Al Ronc, per volontà di Adele Bertschi, moglie di Gottlieb Duttweiler, fondatore della Migros; nel 2001 la clinica è stata completamente rinnovata.

## Cultura

### Istruzione

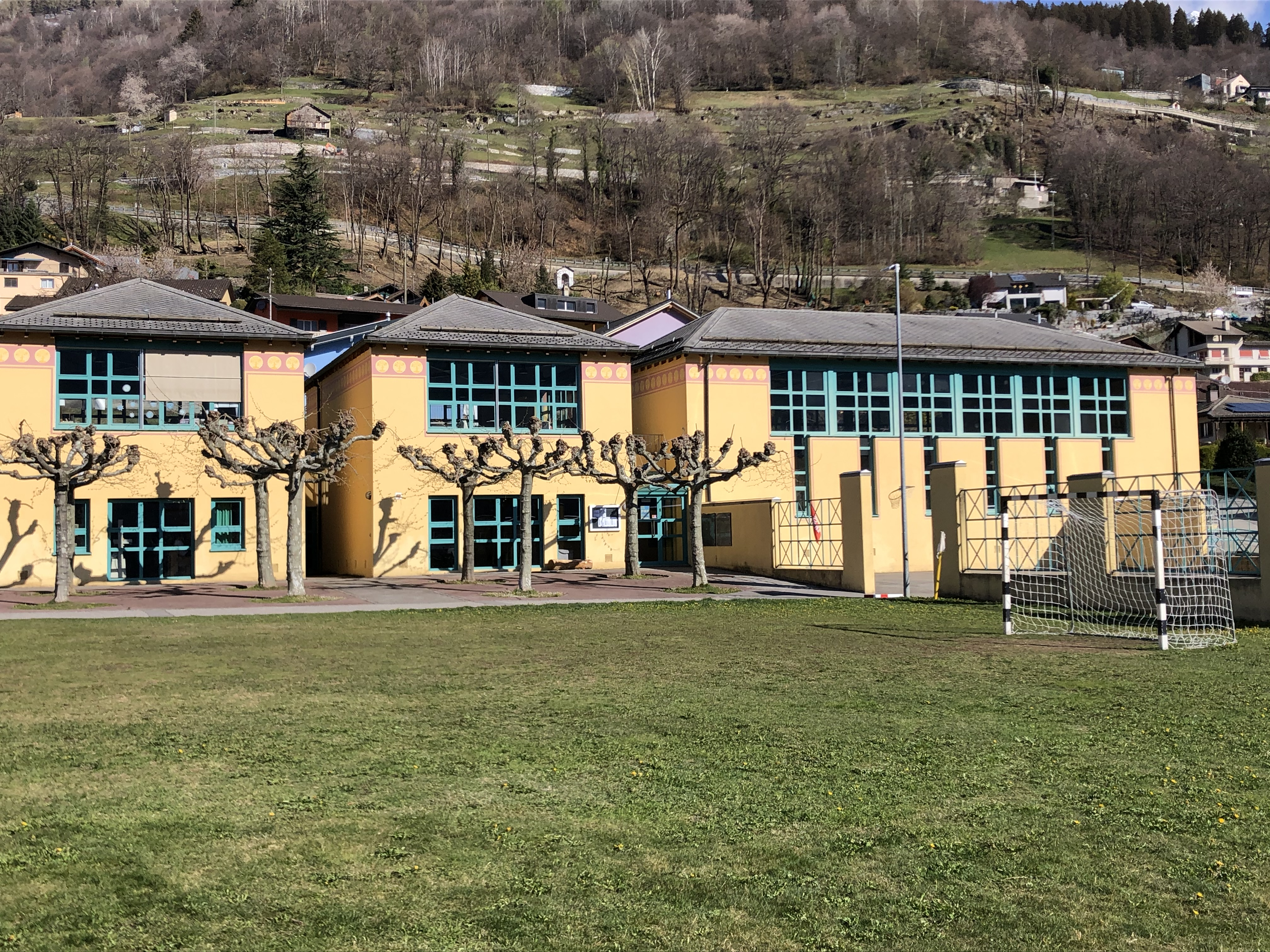
La scuola elementare Castaneda

La scuola elementare Castaneda, fondata nel 1982, è la scuola elementare consortile a cui fanno riferimento tutti gli scolari della Val Calanca.

## Infrastrutture e trasporti
L'uscita autostradale più vicina è Roveredo, sulla A13/E43 (6,5 km), mentre la stazione ferroviaria di Grono, in disuso, dista 6 km.